# Korrelationskonsistente Basen
Bei korrelationskonsistenten Basen (kurz: cc-Basen, „correlation-consistent basis sets“) handelt es sich um in der Computerchemie verwendete Basissätze. Die von Thom H. Dunning, Jr. entwickelten Basissätze sind darauf ausgelegt, Post-Hartree-Fock-Berechnungen mithilfe empirischer Extrapolationstechniken systematisch auf die gesamte Basismengengrenze zu konvergieren.

## Nomenklatur
Die geläufige Bezeichnung dieser Basissätze ist: cc-pVNZ (N = D, T, Q, 5, 6, ...)
Das "cc-p" steht für correlation-consistent polarized (deutsch: korrelations-konsistent polarisiert), das V zeigt an, dass es sich um valence-only Basissätze handelt. "NZ" zeigt die Anzahl an Zeta-Funktionen. Es handelt sich also um eine cc-Basis mit polarisierten valenzbasierten-double/triple/quadruple/...-zeta-Funktionen.

## Beispiele
Die cc-Basen sind weit verbreitet und der aktuelle Stand der Technik für korrelierte oder Post-Hartree-Fock-Berechnungen. Beispiele für cc-Basissätze sind:
- cc-pVDZ – Double-zeta
- cc-pVTZ – Triple-zeta
- cc-pVQZ – Quadruple-zeta
- cc-pV5Z – Quintuple-zeta
- aug-cc-pVDZ etc. – Erweiterte Versionen der vorhergehenden Basissätze mit zusätzlichen diffusen Funktionen
- cc-pCVDZ – Double-zeta mit Kernkorrelation

## Erweiterung
Für die Atome der dritten Periode (Aluminium bis Argon), hat es sich herausgestellt, dass zusätzliche Funktionen notwendig sind, weswegen die cc-pV(N+d)Z-Basissätze entwickelt wurden. Noch größere Atome erfordern den Einsatz von pseudopotentialbasierten Basissätzen, cc-pVNZ-PP, oder den relativistisch-kontrahierten Douglas-Kroll-Basissätzen cc-pVNZ-DK.
Während die Dunning-Basissätze nur für valence-only Rechnungen dienen, können sie zum Beschreiben der Korrelation der Kernelektronen mit weiteren Funktionen ausgebaut werden. Diese core-valence Basissätze (CV), cc-pCVXZ, können genutzt werden um eine Näherung für die Lösung des all-electron Problems zu bilden und sind für akkurate Berechnungen von Geometrie und Kerneigenschaften notwendig. Der cc-pCVDZ-Basissatz besitzt so zusätzlich eine tight-s-Funktion und eine tight-p-Funktion, cc-pCVTZ besitzt zusätzlich 2s2p1d-tight-Funktionen, cc-pCVQZ weist 3s3p2d1f- und cc-pCV5Z zusätzlich 4s4p3d2f1g-tight-Funktionen auf.
In der letzten Zeit wurde außerdem der Einsatz von gewichteten core-valence Basissätzen (cc-pwCVXZ) empfohlen. Diese gewichteten Basissätze zielen darauf ab die Kern-Valenz-Wechselwirkung unter Vernachlässigung der Kern-Kern-Wechselwirkungen einzubeziehen, um ähnlich akkurate Geometrien wie mit den cc-pCVXZ-Basissätzen zu erhalten, jedoch mit geringeren Kosten.
Außerdem können den oben genannten Basissätzen diffuse Funktionen zugefügt werden, um eine bessere Beschreibung von Anionen und Fernwechselwirkungen (zum Beispiel Van-der-Waals-Kräften) zu ermöglichen oder Rechnungen zu elektronischen Anregungszuständen oder Feldeigenschaften zu ermöglichen. Da gut bekannt ist, wie weitere Erweiterungsfunktionen (englisch: augmented functions) aufgebaut werden müssen, haben mindestens fünf verschiedene in Rechnungen der Fachliteratur zur zweiten Hyperpolarisierbarkeit Anwendung gefunden. Aufgrund der ausführlichen Konstruktion dieser Basissätze kann für fast jedes energetische Problem eine Extrapolation durchgeführt werden. 

## Anzahl der Funktionen ausgewählter Basissätze
|             | H-He                       | Li-Ne                        | Na-Ar                        |
| ----------- | -------------------------- | ---------------------------- | ---------------------------- |
| cc-pVDZ     | [2s1p] → 5 Funktionen      | [3s2p1d] → 14 Funktionen     | [4s3p1d] → 18 Funktionen     |
| cc-pVTZ     | [3s2p1d] → 14 Funktionen   | [4s3p2d1f] → 30 Funktionen   | [5s4p2d1f] → 34 Funktionen   |
| cc-pVQZ     | [4s3p2d1f] → 30 Funktionen | [5s4p3d2f1g] → 55 Funktionen | [6s5p3d2f1g] → 59 Funktionen |
| aug-cc-pVDZ | [3s2p] → 9 Funktionen      | [4s3p2d] → 23 Funktionen     | [5s4p2d] → 27 Funktionen     |
| aug-cc-pVTZ | [4s3p2d] → 23 Funktionen   | [5s4p3d2f] → 46 Funktionen   | [6s5p3d2f] → 50 Funktionen   |
| aug-cc-pVQZ | [5s4p3d2f] → 46 Funktionen | [6s5p4d3f2g] → 80 Funktionen | [7s6p4d3f2g] → 84 Funktionen |

Zum Verständnis, wie die Anzahl an Funktionen herausgefunden werden kann, sei hier cc-pVDZ am Beispiel von Wasserstoff aufgeführt: Es werden zwei s- (l = 0) und ein p-Orbital (l = 1) verwendet. Letzteres hat entlang der z-Achse für den Bahndrehimpuls drei mögliche Komponenten (mL = −1,0,1), die mit px, py and pz zusammenhängen. Also gibt es insgesamt 5 räumlich unterschiedliche Orbitale. Dabei kann jedes Orbital zwei Elektronen gegensätzlichen Spins beinhalten.
Argon hingegen hat 3 s-Orbitale (l = 0) und zwei Sätze an p-Orbitalen (l = 1). Die in cc-pVDZ verwendeten Orbitale sind [1s, 2s, 2p, 3s, 3s', 3p, 3p', 3d'], wobei ' für die hinzugefügten Polarisationsorbitale steht. Insgesamt folgen daher vier s-Orbitale (4 Basisfunktionen), drei Sätze aus je drei p-Orbitalen (9 Basisfunktionen) und ein Satz aus fünf räumlich unterschiedlichen d-Orbitalen (5 Basisfunktionen). Einfache Addition führt zu den 18 Funktionen des cc-pVDZ-Basissatzes für Argon.

## Nachteile
Bei der Extrapolation von Energieunterschieden ist Vorsicht geboten: Die Hartree-Fock-Energie konvergiert exponentiell, während die Korrelationsenergie nur polynomisch konvergiert.